# Oblast de Tver
L'oblast de Tver (en russe : Тверска́я о́бласть, Tsverskaïa oblast), anciennement oblast de Kalinine, est le plus vaste sujet fédéral (oblast) du district fédéral central de Russie. Sa capitale administrative est la ville de Tver. 

## Géographie
L’oblast de Tver est situé à l'ouest de la plaine d'Europe orientale. Il s'étend sur 260 km du nord au sud et sur 450 km d'est en ouest. Il est voisin par l'ouest des oblasts de Iaroslavl, de Vologda et de Novgorod, par le sud des oblasts de Moscou et de Smolensk, et par le nord-est de l’oblast de Pskov.
La superficie de l’oblast de Tver est de 84 201 km2, ce qui en fait le 38e des 83 sujets de la fédération, avec 0,49 % du territoire de la Russie, et le plus grand territoire du district fédéral central.

### Relief
L’oblast de Tver est dans l'ensemble caractérisé par un relief étale, avec une alternance de plaines et de plateaux peu élevés. Dans la moitié occidentale de la province, les collines de Valdaï, d'une altitude de 200–300 m, occupent environ 30 % du territoire. Elles sont cernées de plaines. Le point culminant du pays est le sommet du Valdaï, avec 347 m, et le point le plus bas, à la frontière de l’oblast de Novgorod, à la pointe nord-ouest de la vallée de la Kounia (russe : Кунья) est à 61 m d'altitude.

### Ressources naturelles
Les ressources minérales de l’oblast de Tver sont essentiellement des dépôts alluviaux laissés par des mers, lacs et marécages disparus, mais il s'y trouve aussi des roches détritiques (roches clastiques) abandonnées par les glaciers.
Parmi les minéraux d’importance industrielle, le lignite des veines du bassin minier de Moscou vient au premier rang. Le principal gisement est le Grand Gisement de Nelidovo, d'où ont été extraits entre 1948 et 1996 environ 21 millions de tonnes de charbon.
Les vastes dépôts de tourbe représentent un volume total de 15,4 milliards de mètres cubes. Les réserves de tourbe sont estimées à 2 051 millions de tonnes, ce qui représente environ 7 % des réserves de Russie européenne. 43 dépôts de tourbe sont exploités à échelle industrielle, sur une superficie totale d'environ 300 ha. Ils sont concentrés dans cinq secteurs, au centre et au sud de l’oblast. De 1971 à 1999, 44 millions de tonnes de tourbe en ont été extraits.
Les carrières de craie sont dispersées à travers la région. Pendant des siècles, les carrières de pierre blanche de Staritsa ont été exploitées. Il y a des bancs importants de calcaire dolomitique dans les vallées de la Vazouza, de l’Ossouga et de la Tsna (où l'on extrait un calcaire compact semblable à du marbre). On trouve également de nombreux puits d'argile à brique et à céramique (réfractaire) et des gravières de sable quartzite. Enfin la région dispose de nombreux puits artésiens et de sources d'eau potable réputées (les plus connues sont les eaux minérales de Kachine).

### Hydrographie
La région est traversée par la ligne de partage des eaux de la mer Caspienne et de la mer Baltique. Au sud, le district de Bely est arrosé par plusieurs tributaires du Vop, lui-même affluent du Dniepr (bassin de la mer Noire) par la rive droite. 70 % du ruissellement s'effectue vers le bassin de la mer Caspienne, le reste vers la mer Baltique.
La région est drainée par plus de 800 rivières de plus de 10 km, pour une longueur totale d'environ 17 000 km. Le plus grand fleuve est la Volga (685 km de son cours de trouvent dans la région), qui prend sa source non loin d’Ostachkov. Les principaux affluents de la Volga sont la Mologa (280 km), la Medveditsa (269 km) et la Tvertsa (188 km). Les autres grands fleuves sont la Daugava et son affluent la Meja (259 km), la Msta (sa source se trouvant dans la région de Vychni Volotchiok) et la Tsna (160 km).

### Climat
Le climat, continental tempéré, fait une transition entre le climat de l’Europe continentale à l'est, et le climat maritime des pays baltes. Les températures diurnes l'été sont comprises entre 15 et 20 °C, et l'hiver entre −5 et −15 °C. Les précipitations moyennes annuelles vont de 560 à 720 mm. La région la plus arrosée est le versant ouest des collines de Valdaï. La couverture neigeuse commence à se déposer vers fin novembre-début décembre. L'enneigement dure environ 140 à 150 jours, avec une épaisseur moyenne de 40 à 60 cm (maximum de 80 cm).
Les températures moyennes vont de −8 à −16 °C en janvier, et de 17 à 19 °C en juillet. Le volume des précipitations annuelles est compris entre 600 et 700 mm.

## Histoire

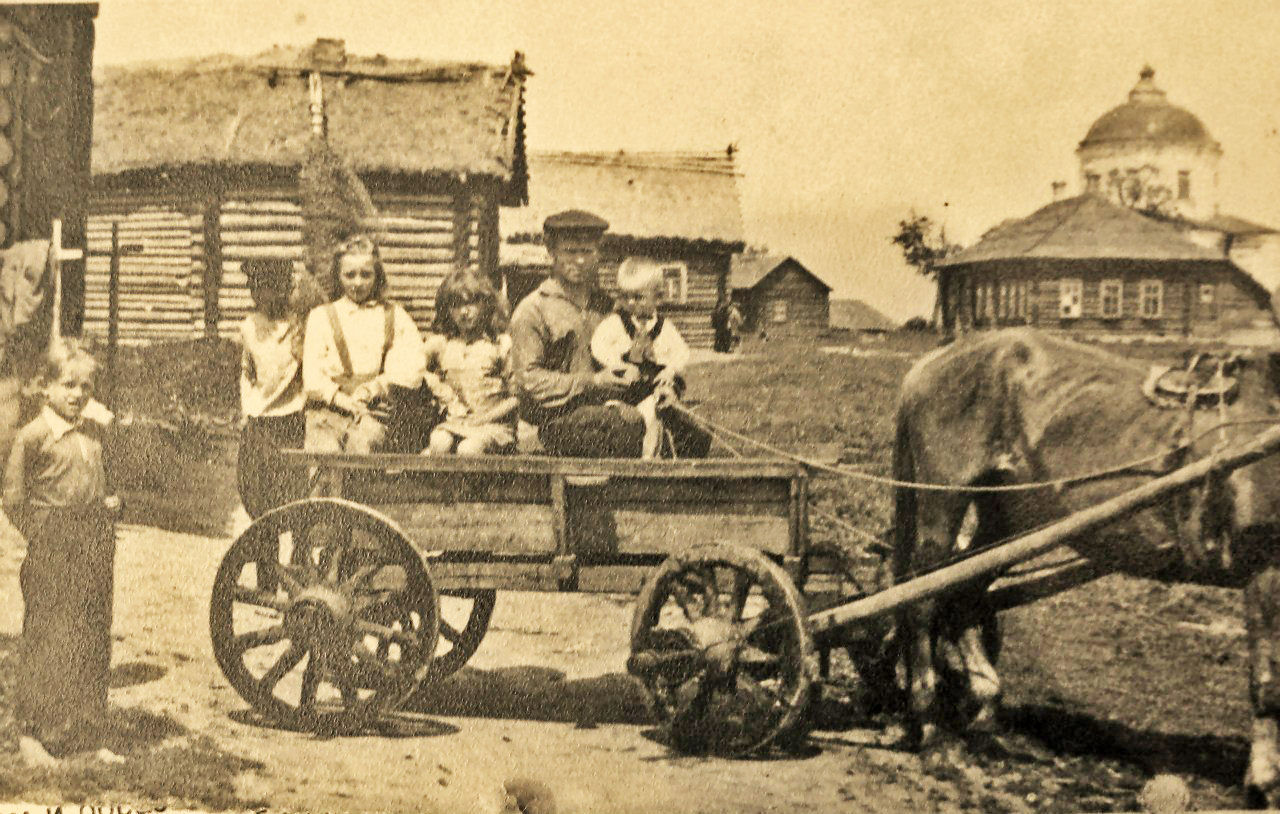
Paysan de l'oblast de Tver (alors Kalinine) en 1946.

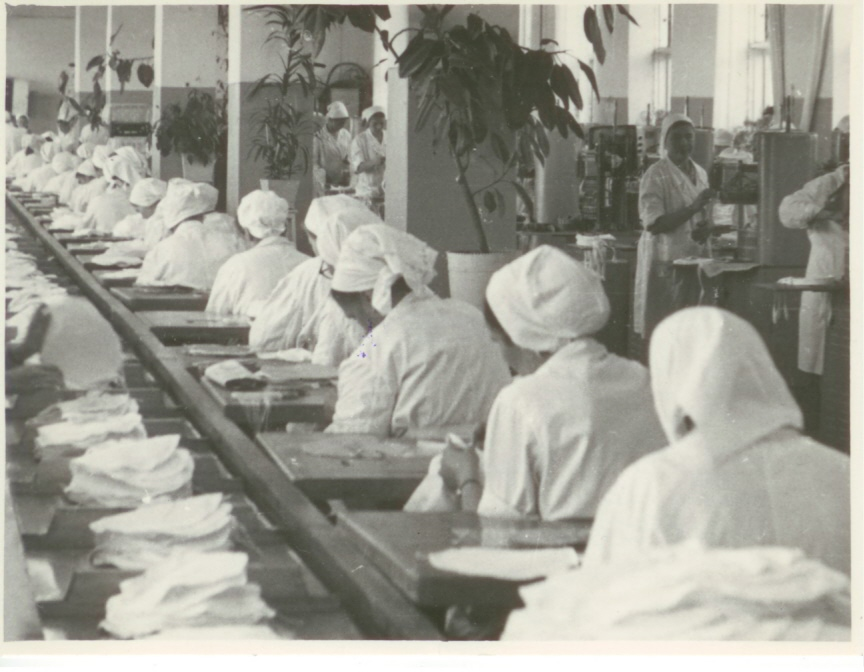
L'usine de coutellerie Lepestok en 1980.

On trouve les traces d'un village de la fin du IXe siècle à la confluence de la Volga et de la Tmaka. Par la suite, une forteresse occupe le site, au cours des guerres entre les princes de Vladimir-Souzdal et la république de Novgorod. L'ancienne principauté de Tver, annexée par le tsarat de Moscou au XVe siècle, devient le gouvernement du même nom.
C'est traditionnellement une région rurale pauvre où le froid hivernal et les fortes pluies d'été empêchent la culture du blé ; les habitants vivaient de maigres récoltes d'orge, seigle et avoine, de l'artisanat et de migrations saisonnières vers les villes ou vers des campagnes plus favorisées.
Le régime soviétique s'implante lentement. L'oblast de Tver n'est pas directement touché par la guerre civile russe, les armées blanches n'atteignant jamais son territoire, mais ses effets se font sentir par la conscription dans l'armée rouge et les réquisitions de nourriture au profit des villes ; une révolte paysanne éclate dans le district de Torjok. Le collectivisation du début des années 1930 y est sévère : même des paysans ne possédant qu'un cheval et deux ou trois vaches sont condamnés comme koulaks et privés de leurs droits civiques. L'oblast est créé le 29 janvier 1935 sous le nom d'oblast de Kalinine, ainsi nommé en l'honneur du dirigeant communiste Mikhaïl Kalinine, natif de Tver.
Au cours de la Grande Guerre patriotique de 1941-1945, l'oblast est coupé en deux par le front allemand pendant la bataille de Rjev et subit des dommages considérables. La zone de front, criblée de champs de mines, est longtemps inhabitable.
À l’époque soviétique, l'autorité politique sur l’oblast est partagée entre trois personnes : le premier secrétaire du Comité du parti socialiste unifié de Tver, qui détient la réalité du pouvoir exécutif, le président du Soviet de l’oblast (pouvoir législatif), et le président du Comité exécutif de l’oblast, représentant théorique du pouvoir exécutif.
Le 17 juillet 1990, l'oblast change de nom en même temps que son chef-lieu pour devenir l'oblast de Tver.
Le 23 août 2023, Evgueni Prigojine y est laissé pour mort à la suite d’un missile anti-aérien.

## Politique et administration

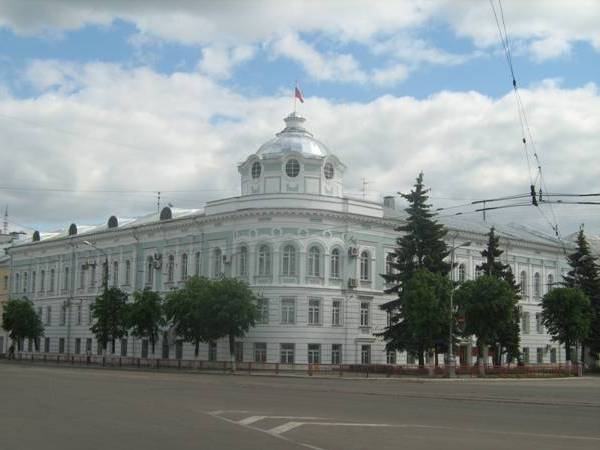
Le siège administratif de l'oblast de Tver (mai 2008).

L'oblast est administré par un gouverneur, qui dirige le gouvernement local, et par une Assemblée législative de 40 députés, tous élus pour cinq ans.
|   | Nom              | début du mandat   | fin du mandat     | notes          |
| - | ---------------- | ----------------- | ----------------- | -------------- |
| 1 | Vladimir Souslov | octobre 1991      | 30 décembre 1995  |                |
| 2 | Vladimir Platov  | 30 décembre 1995  | 30 décembre 2003  |                |
| 3 | Dimitri Zélénine | 30 décembre 2003  | 16 juin 2011      | démissionnaire |
| - | Andreï Cheveliov | 16 juin 2011      | 7 juillet 2011    | intérim        |
| 4 | Andreï Cheveliov | 7 juillet 2011    | 2 mars 2016       | démissionnaire |
| - | Igor Roudenia    | 2 mars 2016       | 23 septembre 2016 | intérim        |
| 5 | Igor Roudenia    | 23 septembre 2016 | en fonction       |                |

## Population et société

### Démographie
| 1989      | 2002      | 2010      | 2014      | 2016      |
| --------- | --------- | --------- | --------- | --------- |
| 1 670 117 | 1 471 459 | 1 353 392 | 1 325 249 | 1 304 744 |

| 2021 | - | - | - | - |
| ---- | - | - | - | - |
| -    | - | - | - | - |

| Année | Fécondité | Fécondité urbaine | Fécondité rurale |
| ----- | --------- | ----------------- | ---------------- |
| 1990  | 1,81      | 1,63              | 2,45             |
| 1991  | 1,62      | 1,46              | 2,21             |
| 1992  | 1,41      | 1,27              | 1,92             |
| 1993  | 1,27      | 1,17              | 1,64             |
| 1994  | 1,26      | 1,18              | 1,57             |
| 1995  | 1,22      | 1,14              | 1,52             |
| 1996  | 1,18      | 1,10              | 1,45             |
| 1997  | 1,16      | 1,06              | 1,49             |
| 1998  | 1,20      | 1,11              | 1,52             |
| 1999  | 1,13      | 1,05              | 1,45             |
| 2000  | 1,16      | 1,08              | 1,46             |
| 2001  | 1,21      | 1,14              | 1,49             |
| 2002  | 1,30      | 1,23              | 1,58             |
| 2003  | 1,35      | 1,28              | 1,65             |
| 2004  | 1,37      | 1,28              | 1,71             |
| 2005  | 1,31      | 1,23              | 1,59             |
| 2006  | 1,33      | 1,25              | 1,62             |
| 2007  | 1,42      | 1,31              | 1,77             |
| 2008  | 1,48      | 1,38              | 1,85             |
| 2009  | 1,53      | 1,42              | 1,91             |
| 2010  | 1,52      | 1,41              | 1,92             |
| 2011  | 1,54      | 1,44              | 1,91             |
| 2012  | 1,65      | 1,53              | 2,10             |
| 2013  | 1,64      | 1,51              | 2,16             |
| 2014  | 1,66      | 1,54              | 2,17             |
| 2015  | 1,70      | 1,66              | 1,85             |
| 2016  | 1,71      | 1,69              | 1,81             |
| 2017  | 1,56      | 1,52              | 1,72             |

### Répartition par âge et par sexe
| Hommes | Classe d’âge | Femmes |
| ------ | ------------ | ------ |
| 0,7    | 85 et +      | 2,6    |
| 3      | 75-84        | 6,9    |
| 18,4   | 60-74        | 23,9   |
| 21,1   | 45-59        | 20,5   |
| 26,3   | 30-44        | 22     |
| 15,5   | 15-29        | 12     |
| 15     | 0-14         | 12,2   |

## Économie
L’oblast de Tver possède un secteur industriel développé, surtout dans le domaine des constructions mécaniques comme l'automobile et l'aéronautique.
Il constitue également est l'une des grandes régions touristiques de la Russie, notamment à Ostachkov et dispose d'une infrastructure d'accueil moderne. 

## Culture et patrimoine

### Lieux et monuments
L'oblast abrite les villes historiques de Torjok, Toropets, Zoubtsov, Kachine, Vychni Volotchiok et Kaliazine. La plus ancienne est la ville de Rjev, connue pour les affrontements dont elle a été le siège au cours de la Seconde Guerre mondiale. Staritsa a été la dernière principauté apanage de Russie.